# Marburský králík
Marburský králík (německy: Marburger Feh) je oblíbené plemeno králíka malého rámce původem z Německa. Jedná se o populární plemeno běžné i v České republice.

## Historie

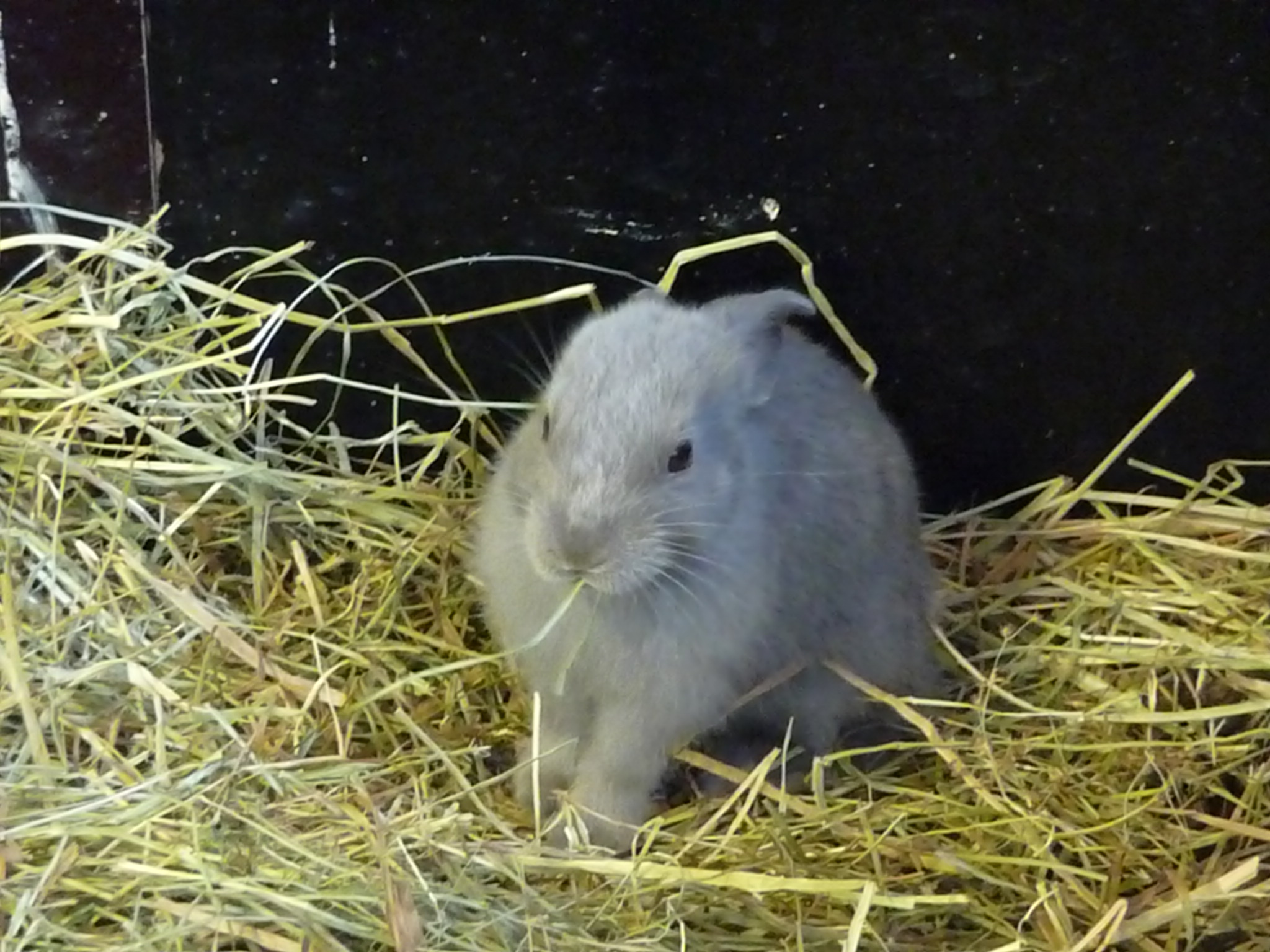
Mladý jedinec plemene

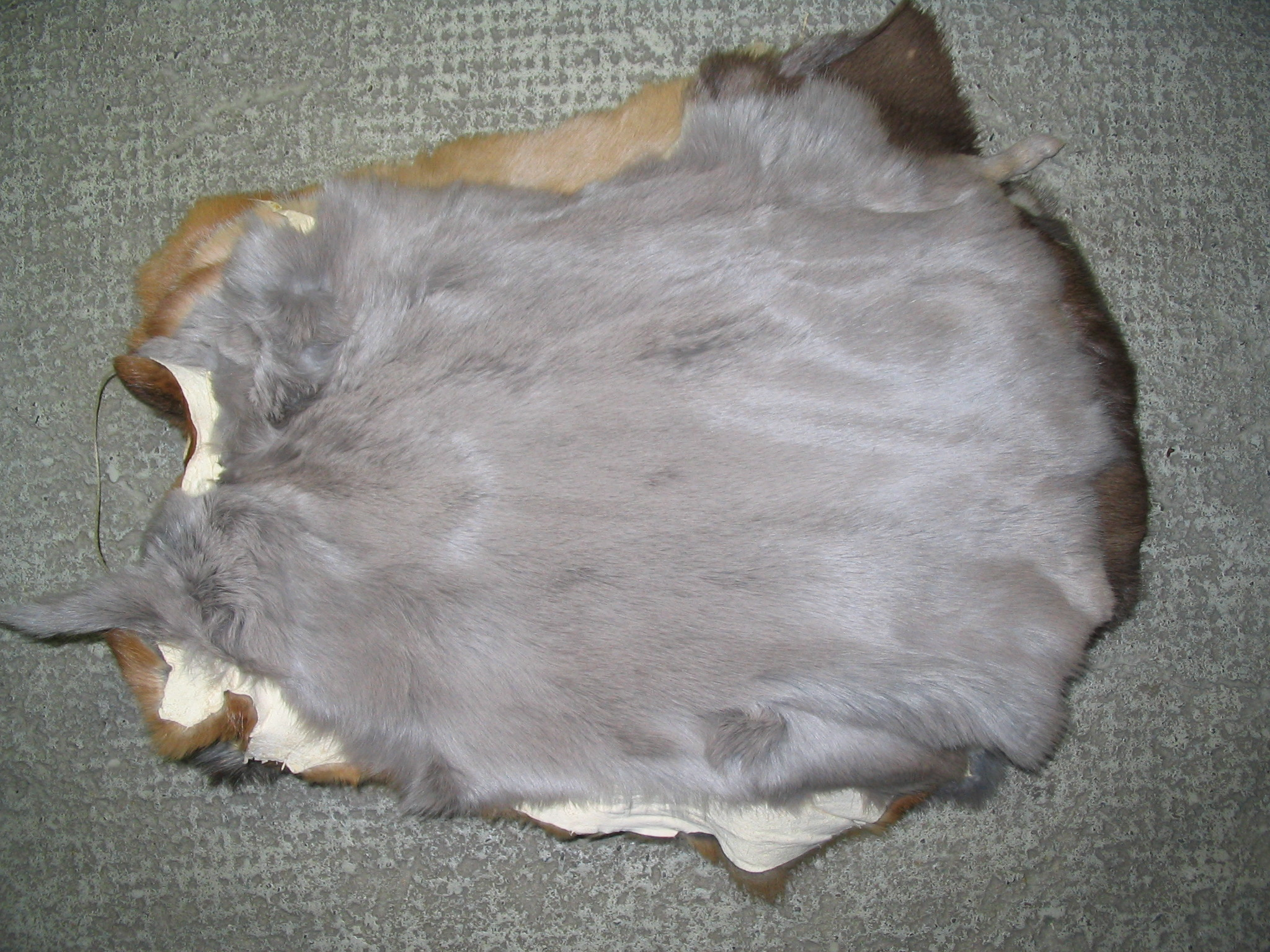
Kožešina z marburského králíka

Marburský králík byl vyšlechtěn v německé městě Marburg, podle něhož nese i název. S jeho šlechtěním začala okolo roku 1912 chovatelka králíků Sandermannová, žijící v Marburgu. Šlechtitelka se pravděpodobně snažila pouze o menší plemeno králíka vhodné jako domácí mazlíček. Pododbně malá plemena sice mají šťavnaté a měkké maso, ale je jej příliš málo. Skutečné masné plemeno, tedy například německý obrovitý strakáč, má minimálně 5 kg. Na šlechtění marburského krála se podílel krom vídeňského modrého i havanský králík, kterého Sandermannová získala od svého jedenáctiletého synovce. Pravděpodobně o tři roky později, roku 1915, byli tito králíci poprvé vystavení na výstavě, kde bylo plemeno nazváno Marbourger Feh, toto označení se v němčině používá i v současnosti. Některé zdroje ale uvádí až rok 1916. Přestože marburský králík se svým vzhledem může zdát jako unikát, existují nejméně tři podobná plemena; Lilac pocházející z Velké Británie, Gouwenaar z Holandska a dále také belgické králičí plemeno perlový z Halle. Z těchto celkem čtyř plemen je ale marburský králík nejznámější a nejpopulárnější. Nejpočetnější chovy tohoto plemene bychom našli v rodném Německu a v Rakousku. V Česku se sice tito králíci také vyskytují, ale na výstavách je jen výjimečně vidět více než deset kusů. Pravděpodobný rekord byl překonán na evropské výstavě 2014 v Lipsku, kde bylo vystaveno 215 marburských králíků.

## Popis
Marburský králík se řadí mezi plemena malého rámce a jeho hmotnost se pohybuje mezi 2,50 kg a 3,25 kg. Optimální hmotnost je však okolo 3 kg. Požadavky na tělo jsou podobné, jako u jiných králíků; správně zaoblená záď, přiléhavá kůže bez lalůčků i dobře vyvinuté zevní pohlavní orgány. Nohy se jeví krátké, ale jsou dobře osvalené a silné. Hlava je krátká, široká a je to jeden z faktorů, podle něhož lze poznat samici od samce. Obecně není výrazná pohlavní dvojtvárnost u plemen králíků příliš častá, ale podle linií hlavy nebo hmotnosti lze pohlaví poznat. Samci mají tvrdší a výraznější linie na hlavě a také jsou těžší, naopak samice mají jemné linie a jsou lehčí. Krk je velmi nevýrazný. Uši jsou pevné, krátké až středně dlouhé a většinou vztyčené. Pokud je ale králík ve stresu, má je stažené dozadu. Srst má délku téměř 3 cm a její zbarvení je typickým znakem marburského králíka; tedy stříbrná až modrá barva. Mohou se vyskytoval i ojedinělé bílé chlupy, což je přípustná vada.

## Chov
Z chovatelského hlediska se jedná o nenáročného králíka, který ale potřebuje více pohybu než běžní větší plemena. Má sklony k obezitě, což je nutné mít stále na paměti a váhu hlídat. Marburskému králíkovi nevadí ani celoroční pobyt venku, avšak častou vadou bývá řídká a neizolující srst a v tom případě je nutné, aby byl králík přes zimu v zateplených prostorech.